# Fabio Carpi
Fabio Carpi (Milán, 19 de enero de 1925 – París, 26 de diciembre de 2018) fue un director de cine, guionista y escritor italiano.

## Biografía
Su relación con el cine de Carpi llegó en la década de los 40 cuando fue crítico de cine en los periódicos Libera Stampa y L'Unità. En 1951 se trasladó a Brasil, donde empezó a colaborar en algunos guiones. De vuelta a Italia en 1954, hasta 1971 trabajó como guionista con insignes directores como Antonio Pietrangeli, Dino Risi y Vittorio De Seta. En 1971 ganó el Nastro d'Argento por el guion del largometraje de Nelo Risi Diario de una esquizofrénica. Starting from 1957 he was also  a critically acclaimed novelist and essayist. Su novela Patchwork ganó el Premio Bagutta en 1998.
Después de debutar en 1968 con un corto coumental, en 1972 debutó como director con el drama Corpo d'amore. Sus películas fueron referidas como "figurativamente precisas, literarias, a menudo metafóricas y difíciles de entender", "exploraciones profundas de la psique humana".

## Filmografía
Como director
- Cuerpo de amor (Corpo d'amore) (1972)
- L'età della pace (1974)
- Il quartetto Basileus (1983)
- Barbablù, Barbablù (1987)
- Necessary Love (1991)
- La prossima volta il fuoco (1993)
- Homer: Portrait of the Artist as an Old Man (Nel profondo paese straniero) (1997)
- Le intermittenze del cuore (2003)